# John Gallagher Jr.
John Howard Gallagher, Jr. (Wilmington, 17 giugno 1984) è un attore e musicista statunitense, vincitore di un Tony Award.
Conosciuto originariamente per aver interpretato Moritz Stiefel nel musical rock Spring Awakening, di Duncan Sheik e Steven Sater, ha inoltre recitato come Johnny, detto "Jesus of Suburbia", nel musical American Idiot dei Green Day a Broadway, e come Lee nella produzione di Jerusalem nel 2011. Dal 2012 recita nel telefilm The Newsroom di Aaron Sorkin come Jim Harper.

## Biografia
Gallagher è nato e cresciuto a Wilmington, nel Delaware, con i genitori e due sorelle più grandi. I suoi genitori, John, Sr. e June Gallagher sono musicisti di musica folk.  Gallagher da bambino ha interpretato Tom Sawyer al Delaware Children's Theatre. Ha suonato in seguito in numerose band fra cui Not Now Murray, What Now, Annie's Autograph e Old Springs Pike: prima e durante il suo ruolo in Spring Awakening, suonava negli Old Springs Pike. Il 23 gennaio 2008 gli altri membri della band annunciarono la sua uscita dal gruppo. Il giorno dopo Gallagher annunciò ufficialmente la sua uscita sulla sua pagina Myspace. Gli Old Springs Pike cambiarono nome successivamente in The Springs Standards.
Gallagher è apparso in alcune serie tv come West Wing - Tutti gli uomini del Presidente, Law & Order - Unità vittime speciali, NYPD - New York Police Department, Ed, Love Monkey e The Flamingo Rising. Fra i film in cui è apparso ricordiamo Schegge di April, Basta che funzioni di Woody Allen, Jonah Hex e Short Term 12. Ha interpretato Jim Harper in tutte e tre le stagioni della serie The Newsroom di Aaron Sorkin in onda sul canale statunitense HBO.

## Filmografia

### Cinema
- Schegge di April (Pieces of April), regia di Peter Hedges (2003)
- Basta che funzioni (Whatever Works), regia di Woody Allen (2009)
- Jonah Hex, regia di Jimmy Hayward (2010)
- Margaret, regia di Kenneth Lonergan (2011)
- Short Term 12, regia di Destin Daniel Cretton (2013)
- 10 Cloverfield Lane, regia di Dan Trachtenberg (2016)
- Il terrore del silenzio (Hush), regia di Mike Flanagan (2016)
- The Belko Experiment, regia di Greg McLean (2016)
- La diseducazione di Cameron Post (The Miseducation of Cameron Post), regia di Desiree Akhavan (2018)
- Peppermint - L'angelo della vendetta (Peppermint), regia di Pierre Morel (2018)
- Migliori nemici (The Best of Enemies), regia di Robin Bissell (2019)
- Underwater, regia di William Eubank (2020)
- Come Play, regia di Jacob Chase (2020)
- I.S.S., regia di Gabriela Cowperthwaite (2023)
- Which Brings Me to You - Storia di una confessione (Which Brings Me to You), regia di Peter Hutchings (2024)

### Televisione
- The Flamingo Rising, regia di Martha Coolidge – film TV (2001)
- West Wing - Tutti gli uomini del Presidente (The West Wing) – serie TV, episodi 4x01-4x02 (2002)
- NYPD - New York Police Department (NYPD Blue) – serie TV, episodi 11x05-11x06 (2003)
- Ed – serie TV, episodio 3x22 (2003)
- Law & Order: Criminal Intent – serie TV, episodio 3x17 (2004)
- Love Monkey – serie TV, episodi 1x01-1x07 (2006)
- Law & Order - Unità vittime speciali (Law & Order: Special Victims Unit) – serie TV, episodio 10x15 (2009)
- The Newsroom – serie TV, 25 episodi (2012-2014)
- Olive Kitteridge – miniserie TV, 3 puntate (2014)
- Modern Love – serie TV, episodi 1x05-1x08 (2019)
- Westworld - Dove tutto è concesso (Westworld) – serie TV, 3 episodi (2020)

## Doppiatori italiani
Nelle versioni in italiano delle opere in cui ha recitato, John Gallagher Jr. è stato doppiato da:
- Edoardo Stoppacciaro in The Newsroom, Olive Kitteridge, 10 Cloverfield Lane, Peppermint - L'angelo della vendetta, Modern Love
- David Chevalier ne Il terrore del silenzio, The Belko Experiment, Which Brings Me to You - Storia di una confessione
- Emiliano Coltorti in Basta che funzioni, La diseducazione di Cameron Post
- Daniele Giuliani in Margaret, Underwater
- Stefano Crescentini in Law & Order - Unità vittime speciali, Come Play
- Fabrizio Odetto in Law & Order: Criminal Intent
- Luigi Morville in Schegge di April
- Massimo Triggiani in Westworld - Dove tutto è concesso
- Alberto Bognanni in Migliori nemici